# Pierre Baudis
Pierre Baudis (ur. 11 maja 1916 w Decazeville, zm. 5 stycznia 1997 w Tuluzie) – francuski polityk i samorządowiec, deputowany krajowy i mer Tuluzy, poseł do Parlamentu Europejskiego I kadencji.

## Życiorys
Pochodził z rodziny od kilku pokoleń osiadłej w Decazeville. Jego ojciec Albert był elektrykiem i w 1918 wraz z rodziną przeniósł się do Tuluzy. Pracował jako urzędnik państwowy. Działał w ugrupowaniach centrowych i prawicowych, w tym w Centrum Demokratycznym, Niezależnych Republikanach i Unii na rzecz Demokracji Francuskiej. W latach 1958–1967, 1968–1978 i 1986–1988 zasiadał w Zgromadzeniu Narodowym łącznie przez pięć kadencji, należał także do Sénat de la Communauté (senatu dla Wspólnoty Francuskiej). Był ponadto radnym i od 1959 zastępcą mera Tuluzy, a od 1971 do 1983 merem tego miasta. Zasiadał w radzie departamentu Górna Garonna (1961–1997) i regionu administracyjnego Midi-Pireneje (1974–1984). W 1979 wybrany posłem do Parlamentu Europejskiego. Początkowo należał do Europejskich Postępowych Demokratów, następnie od 1980 do Europejskiej Partii Ludowej.
Został pochowany w Tuluzie. Jego imieniem nazwano ulicę i centrum konferencyjne w tym mieście.

## Życie prywatne
Zawarł związek małżeński, który w 1969 zakończył się rozwodem. Jego syn Dominique Baudis również został politykiem i kolejnym merem Tuluzy.